# Poker Masters Online

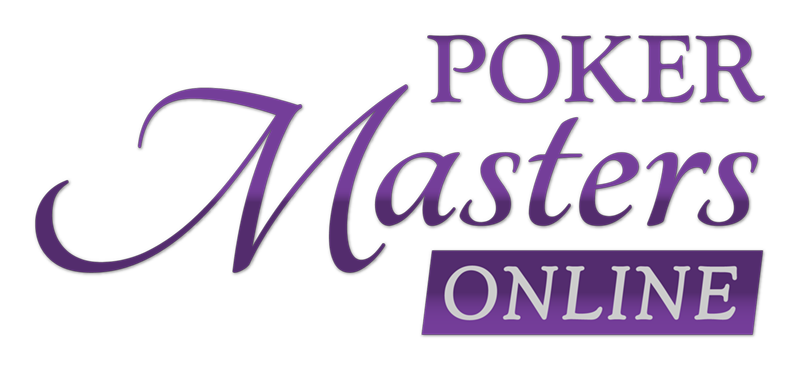
Logo der Poker Masters Online

Die Poker Masters Online waren die vierte Austragung dieser Pokerturnierserie. Die 30 High-Roller-Turniere mit Buy-ins von mindestens 10.300 US-Dollar wurden vom 12. bis 26. April 2020 aufgrund der COVID-19-Pandemie erstmals online auf der Plattform partypoker ausgespielt.

## Struktur

Logo von partypoker

Aufgrund der COVID-19-Pandemie wurde die Turnierserie nicht wie gewohnt im Aria Resort & Casino am Las Vegas Strip, sondern auf dem Onlinepokerraum partypoker veranstaltet. 25 der 30 Turniere wurden in der Variante No Limit Hold’em ausgetragen, der Rest wurde in Pot Limit Omaha gespielt. Alexandros Kolonias sammelte über alle Turniere hinweg die meisten Punkte und erhielt daher ein violettes Sakko, das sogenannte Poker Masters Purple Jacket™, sowie 50.000 US-Dollar.

## Turniere

### Übersicht
| #  | Turnierbeginn | Buy-in (in $) | Variante         | Teilnehmer | Sieger              | Herkunft                | Preisgeld (in $) |
| -- | ------------- | ------------- | ---------------- | ---------- | ------------------- | ----------------------- | ---------------- |
| 1  | 12. Apr. 2020 | 25.500        | No Limit Hold’em | 055        | Elias Talvitie      | Finnland                | 0.481.250        |
| 2  | 12. Apr. 2020 | 10.300        | Pot Limit Omaha  | 055        | Tobias Ziegler      | Deutschland             | 0.190.249        |
| 3  | 12. Apr. 2020 | 10.300        | No Limit Hold’em | 099        | Alex Foxen          | Vereinigte Staaten      | 0.309.678        |
| 4  | 13. Apr. 2020 | 10.300        | No Limit Hold’em | 102        | Mike Watson         | Kanada                  | 0.249.900        |
| 5  | 13. Apr. 2020 | 10.300        | No Limit Hold’em | 083        | András Németh       | Ungarn                  | 0.259.629        |
| 6  | 14. Apr. 2020 | 10.300        | Pot Limit Omaha  | 097        | Pauli Äyräs         | Finnland                | 0.303.422        |
| 7  | 14. Apr. 2020 | 10.300        | No Limit Hold’em | 086        | Alexandros Kolonias | Griechenland            | 0.269.013        |
| 8  | 15. Apr. 2020 | 10.300        | No Limit Hold’em | 104        | Joni Jouhkimainen   | Finnland                | 0.254.800        |
| 9  | 15. Apr. 2020 | 10.300        | No Limit Hold’em | 078        | Pascal Lefrançois   | Kanada                  | 0.243.989        |
| 10 | 16. Apr. 2020 | 10.300        | No Limit Hold’em | 119        | Kahle Burns         | Australien              | 0.291.550        |
| 11 | 16. Apr. 2020 | 10.300        | No Limit Hold’em | 094        | Michael Addamo      | Australien              | 0.294.038        |
| 12 | 17. Apr. 2020 | 10.300        | Pot Limit Omaha  | 087        | László Bujtás       | Ungarn                  | 0.272.141        |
| 13 | 17. Apr. 2020 | 10.300        | No Limit Hold’em | 068        | Luuk Gieles         | Niederlande             | 0.235.217        |
| 14 | 18. Apr. 2020 | 10.300        | No Limit Hold’em | 114        | Mustapha Kanit      | Italien                 | 0.279.300        |
| 15 | 18. Apr. 2020 | 10.300        | No Limit Hold’em | 078        | Timothy Adams       | Kanada                  | 0.243.989        |
| 16 | 19. Apr. 2020 | 25.500        | No Limit Hold’em | 072        | Jason Koon          | Vereinigte Staaten      | 0.549.000        |
| 17 | 19. Apr. 2020 | 10.300        | Pot Limit Omaha  | 092        | Eelis Pärssinen     | Finnland                | 0.287.782        |
| 18 | 19. Apr. 2020 | 10.300        | No Limit Hold’em | 104        | Linus Löliger       | Schweiz                 | 0.325.318        |
| 19 | 21. Apr. 2020 | 25.500        | No Limit Hold’em | 077        | Pauli Äyräs         | Finnland                | 0.548.625        |
| 20 | 21. Apr. 2020 | 10.300        | No Limit Hold’em | 086        | Steve O’Dwyer       | Vereinigte Staaten      | 0.269.013        |
| 21 | 22. Apr. 2020 | 25.500        | No Limit Hold’em | 063        | Dan Smith           | Vereinigte Staaten      | 0.511.875        |
| 22 | 22. Apr. 2020 | 10.300        | No Limit Hold’em | 077        | Sebastian Lewin     | Kanada                  | 0.240.861        |
| 23 | 23. Apr. 2020 | 25.500        | Pot Limit Omaha  | 061        | Pascal Lefrançois   | Kanada                  | 0.527.510        |
| 24 | 23. Apr. 2020 | 10.300        | No Limit Hold’em | 110        | Almedin Imširović   | Bosnien und Herzegowina | 0.277.097        |
| 25 | 24. Apr. 2020 | 25.500        | No Limit Hold’em | 064        | Samuel Vousden      | Finnland                | 0.520.000        |
| 26 | 24. Apr. 2020 | 10.300        | No Limit Hold’em | 091        | Mark Davis          | Irland                  | 0.284.652        |
| 27 | 25. Apr. 2020 | 25.500        | No Limit Hold’em | 051        | Almedin Imširović   | Bosnien und Herzegowina | 0.446.250        |
| 28 | 25. Apr. 2020 | 10.300        | No Limit Hold’em | 076        | Mustapha Kanit      | Italien                 | 0.237.732        |
| 29 | 26. Apr. 2020 | 51.000        | No Limit Hold’em | 077        | Linus Löliger       | Schweiz                 | 1.097.250        |
| 30 | 26. Apr. 2020 | 10.300        | No Limit Hold’em | 146        | Alexandros Kolonias | Griechenland            | 0.367.782        |

### #1 – No Limit Hold’em
Das erste Event wurde am 12. April 2020 gespielt. 55 Teilnehmer zahlten den Buy-in von 25.500 US-Dollar.
| Platz | Herkunft           | Spieler        | Preisgeld (in $) |
| ----- | ------------------ | -------------- | ---------------- |
| 1     | Finnland           | Elias Talvitie | 481.250          |
| 2     | Spanien            | Sergi Reixach  | 323.125          |
| 3     | Deutschland        | Ole Schemion   | 206.250          |
| 4     | Kanada             | Sam Greenwood  | 123.750          |
| 5     | Australien         | Michael Addamo | 096.250          |
| 6     | Vereinigte Staaten | Chris Hunichen | 079.063          |
| 7     | Spanien            | Juan Pardo     | 065.313          |

### #2 – Pot Limit Omaha
Das zweite Event wurde am 12. April 2020 in Pot Limit Omaha gespielt. 55 Teilnehmer zahlten den Buy-in von 10.300 US-Dollar.
| Platz | Herkunft               | Spieler         | Preisgeld (in $) |
| ----- | ---------------------- | --------------- | ---------------- |
| 1     | Deutschland            | Tobias Ziegler  | 190.249          |
| 2     | Vereinigtes Konigreich | James Akenhead  | 123.750          |
| 3     | Norwegen               | Espen Myrmo     | 066.000          |
| 4     | Kanada                 | Matthew Kirk    | 049.500          |
| 5     | Norwegen               | Ola Amundsgaard | 035.750          |
| 6     | Finnland               | Kai Lehto       | 024.750          |

### #3 – No Limit Hold’em

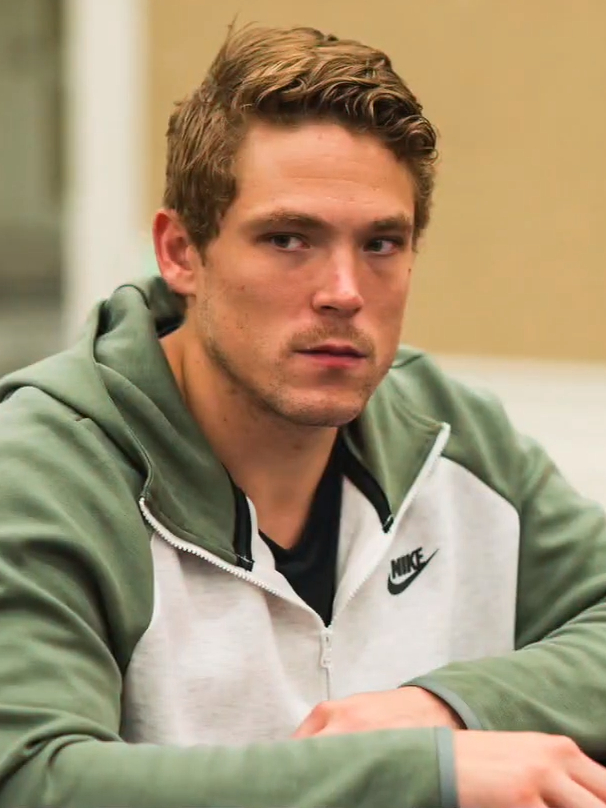
Alex Foxen (2019)

Das dritte Event wurde am 12. April 2020 gespielt. 99 Teilnehmer zahlten den Buy-in von 10.300 US-Dollar.
| Platz | Herkunft                | Spieler            | Preisgeld (in $) |
| ----- | ----------------------- | ------------------ | ---------------- |
| 1     | Vereinigte Staaten      | Alex Foxen         | 309.678          |
| 2     | Russland                | Artur Martirossjan | 193.050          |
| 3     | Spanien                 | Adrián Mateos      | 118.800          |
| 4     | Vereinigtes Konigreich  | Conor Beresford    | 086.625          |
| 5     | Kanada                  | Timothy Adams      | 061.875          |
| 6     | Bosnien und Herzegowina | Almedin Imširović  | 042.075          |

### #4 – No Limit Hold’em

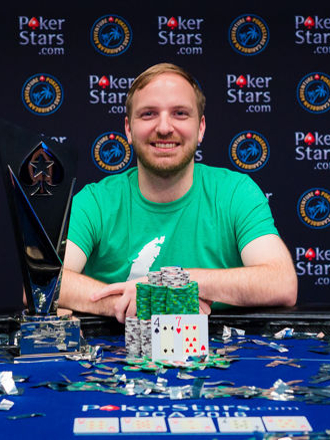
Mike Watson (2016)

Das vierte Event wurde am 13. April 2020 gespielt. 102 Teilnehmer zahlten den Buy-in von 10.300 US-Dollar.
| Platz | Herkunft               | Spieler           | Preisgeld (in $) |
| ----- | ---------------------- | ----------------- | ---------------- |
| 1     | Kanada                 | Mike Watson       | 249.900          |
| 2     | Kanada                 | Sam Greenwood     | 178.500          |
| 3     | Niederlande            | Jorryt van Hoof   | 127.500          |
| 4     | Turkei                 | Örpen Kısacıkoğlu | 089.250          |
| 5     | Polen                  | Wiktor Malinowski | 066.300          |
| 6     | Libanon                | Karim Khayat      | 051.000          |
| 7     | Vereinigtes Konigreich | Patrick Leonard   | 040.800          |
| 8     | Finnland               | Pauli Äyräs       | 033.150          |

### #5 – No Limit Hold’em

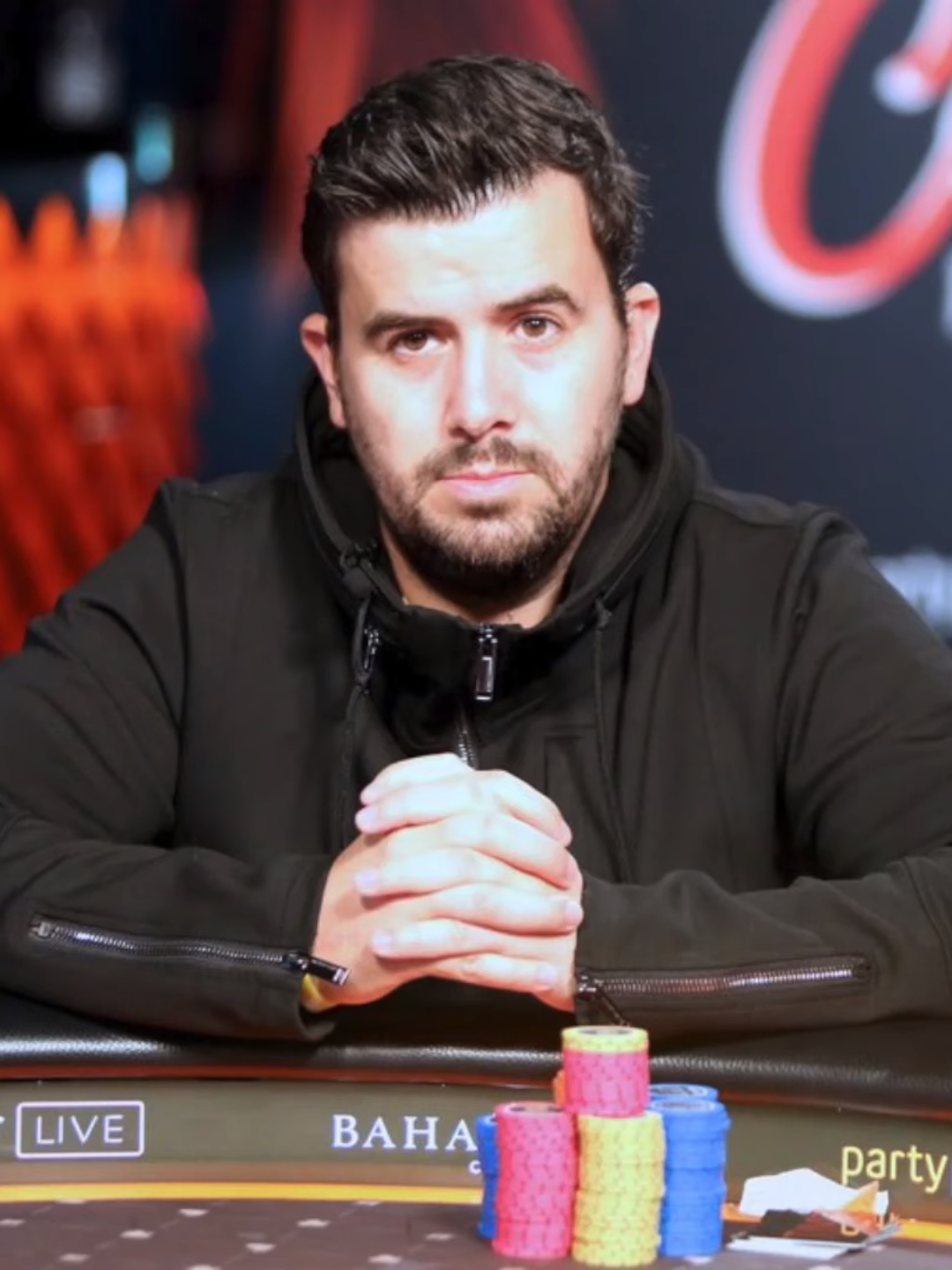
András Németh (2018)

Das fünfte Event wurde am 13. April 2020 gespielt. 83 Teilnehmer zahlten den Buy-in von 10.300 US-Dollar.
| Platz | Herkunft           | Spieler           | Preisgeld (in $) |
| ----- | ------------------ | ----------------- | ---------------- |
| 1     | Ungarn             | András Németh     | 259.629          |
| 2     | Turkei             | Örpen Kısacıkoğlu | 161.850          |
| 3     | Finnland           | Eelis Pärssinen   | 099.600          |
| 4     | Deutschland        | Fedor Holz        | 072.625          |
| 5     | Vereinigte Staaten | Dan Shak          | 051.875          |
| 6     | Finnland           | Sami Kelopuro     | 035.275          |

### #6 – Pot Limit Omaha
Das sechste Event wurde am 14. April 2020 in Pot Limit Omaha gespielt. 97 Teilnehmer zahlten den Buy-in von 10.300 US-Dollar.
| Platz | Herkunft    | Spieler         | Preisgeld (in $) |
| ----- | ----------- | --------------- | ---------------- |
| 1     | Finnland    | Pauli Äyräs     | 303.422          |
| 2     | Deutschland | Jens Lakemeier  | 189.150          |
| 3     | Kanada      | Amichai Barer   | 116.400          |
| 4     | Niederlande | Jorryt van Hoof | 084.875          |
| 5     | Finnland    | Samuli Sipila   | 060.625          |
| 6     | Deutschland | Ole Schemion    | 041.225          |

### #7 – No Limit Hold’em
Das siebte Event wurde am 14. April 2020 gespielt. 86 Teilnehmer zahlten den Buy-in von 10.300 US-Dollar.
| Platz | Herkunft                | Spieler             | Preisgeld (in $) |
| ----- | ----------------------- | ------------------- | ---------------- |
| 1     | Griechenland            | Alexandros Kolonias | 269.013          |
| 2     | Vereinigte Staaten      | George Wolff        | 167.700          |
| 3     | Bosnien und Herzegowina | Almedin Imširović   | 103.200          |
| 4     | Italien                 | Mustapha Kanit      | 075.250          |
| 5     | Australien              | Michael Addamo      | 053.750          |
| 6     | Finnland                | Pauli Äyräs         | 036.550          |

### #8 – No Limit Hold’em

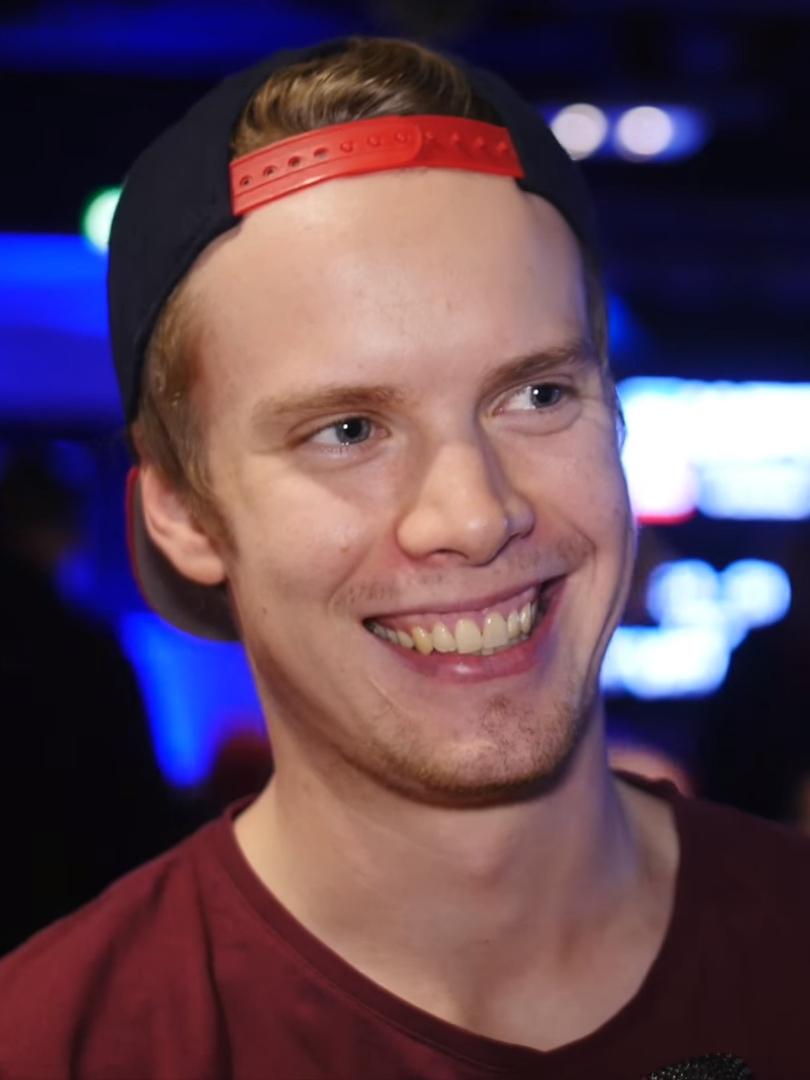
Joni Jouhkimainen (2016)

Das achte Event wurde am 15. April 2020 gespielt. 104 Teilnehmer zahlten den Buy-in von 10.300 US-Dollar.
| Platz | Herkunft           | Spieler           | Preisgeld (in $) |
| ----- | ------------------ | ----------------- | ---------------- |
| 1     | Finnland           | Joni Jouhkimainen | 254.800          |
| 2     | Ungarn             | András Németh     | 182.000          |
| 3     | Spanien            | Sergi Reixach     | 130.000          |
| 4     | Finnland           | Elias Talvitie    | 091.000          |
| 5     | Spanien            | Juan Pardo        | 067.600          |
| 6     | Kanada             | Timothy Adams     | 052.000          |
| 7     | Vereinigte Staaten | Alex Foxen        | 041.600          |
| 8     | Italien            | Dario Sammartino  | 033.800          |

### #9 – No Limit Hold’em

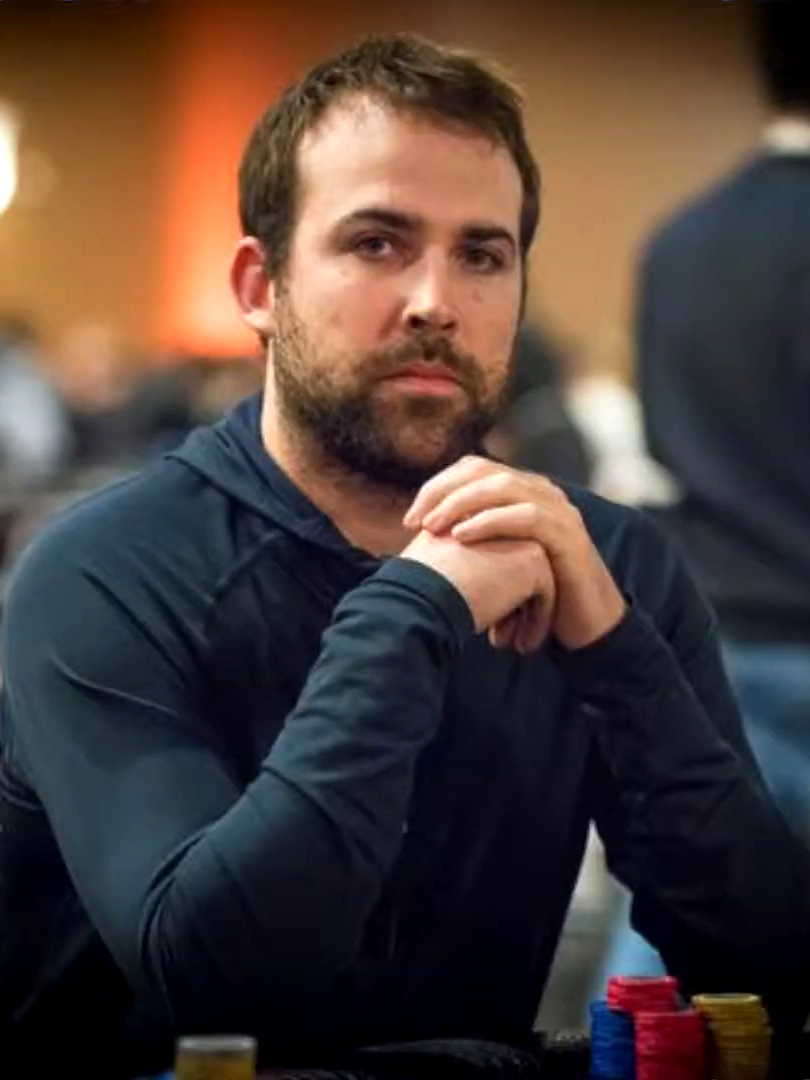
Pascal Lefrançois (2018)

Das neunte Event wurde am 15. April 2020 gespielt. 78 Teilnehmer zahlten den Buy-in von 10.300 US-Dollar.
| Platz | Herkunft           | Spieler           | Preisgeld (in $) |
| ----- | ------------------ | ----------------- | ---------------- |
| 1     | Kanada             | Pascal Lefrançois | 243.989          |
| 2     | Vereinigte Staaten | Justin Bonomo     | 152.100          |
| 3     | Kanada             | Kristen Foxen     | 093.600          |
| 4     | Deutschland        | Fedor Holz        | 068.250          |
| 5     | Ungarn             | András Németh     | 048.750          |
| 6     | Italien            | Dario Sammartino  | 033.150          |

### #10 – No Limit Hold’em
Das zehnte Event wurde am 16. April 2020 gespielt. 119 Teilnehmer zahlten den Buy-in von 10.300 US-Dollar.
| Platz | Herkunft    | Spieler               | Preisgeld (in $) |
| ----- | ----------- | --------------------- | ---------------- |
| 1     | Australien  | Kahle Burns           | 291.550          |
| 2     | Niederlande | Luuk Gieles           | 208.250          |
| 3     | Finnland    | Eelis Pärssinen       | 148.750          |
| 4     | Italien     | Gianluca Speranza     | 104.125          |
| 5     | Portugal    | João Vieira           | 077.350          |
| 6     | Polen       | Wiktor Malinowski     | 059.500          |
| 7     | Mexiko      | Edwin Villalobo Amaya | 047.600          |
| 8     | Spanien     | Vicent Bosca          | 038.675          |

### #11 – No Limit Hold’em
Das elfte Event wurde am 16. April 2020 gespielt. 94 Teilnehmer zahlten den Buy-in von 10.300 US-Dollar.
| Platz | Herkunft           | Spieler         | Preisgeld (in $) |
| ----- | ------------------ | --------------- | ---------------- |
| 1     | Australien         | Michael Addamo  | 294.038          |
| 2     | Vereinigte Staaten | Chris Hunichen  | 183.300          |
| 3     | Niederlande        | Jorryt van Hoof | 112.800          |
| 4     | Zypern Republik    | Yahia Fahmy     | 082.250          |
| 5     | Vereinigte Staaten | Justin Bonomo   | 058.750          |
| 6     | Belarus            | Aljaksandr Hirs | 039.950          |

### #12 – Pot Limit Omaha
Das zwölfte Event wurde am 17. April 2020 in Pot Limit Omaha gespielt. 87 Teilnehmer zahlten den Buy-in von 10.300 US-Dollar.
| Platz | Herkunft    | Spieler              | Preisgeld (in $) |
| ----- | ----------- | -------------------- | ---------------- |
| 1     | Ungarn      | László Bujtás        | 272.141          |
| 2     | Kanada      | Amichai Barer        | 169.650          |
| 3     | Niederlande | Carlo van Ravenswoud | 104.400          |
| 4     | Niederlande | Jorryt van Hoof      | 076.125          |
| 5     | Schweden    | Bengt Sonnert        | 054.375          |
| 6     | Norwegen    | Andreas Torbergsen   | 036.975          |

### #13 – No Limit Hold’em
Das 13. Event wurde am 17. April 2020 gespielt. 68 Teilnehmer zahlten den Buy-in von 10.300 US-Dollar.
| Platz | Herkunft               | Spieler         | Preisgeld (in $) |
| ----- | ---------------------- | --------------- | ---------------- |
| 1     | Niederlande            | Luuk Gieles     | 235.217          |
| 2     | Kanada                 | Timothy Adams   | 153.000          |
| 3     | Vereinigtes Konigreich | Ludovic Geilich | 081.600          |
| 4     | Australien             | Kahle Burns     | 061.200          |
| 5     | Vereinigte Staaten     | Alex Foxen      | 044.200          |
| 6     | Kanada                 | Mike Watson     | 030.600          |

### #14 – No Limit Hold’em

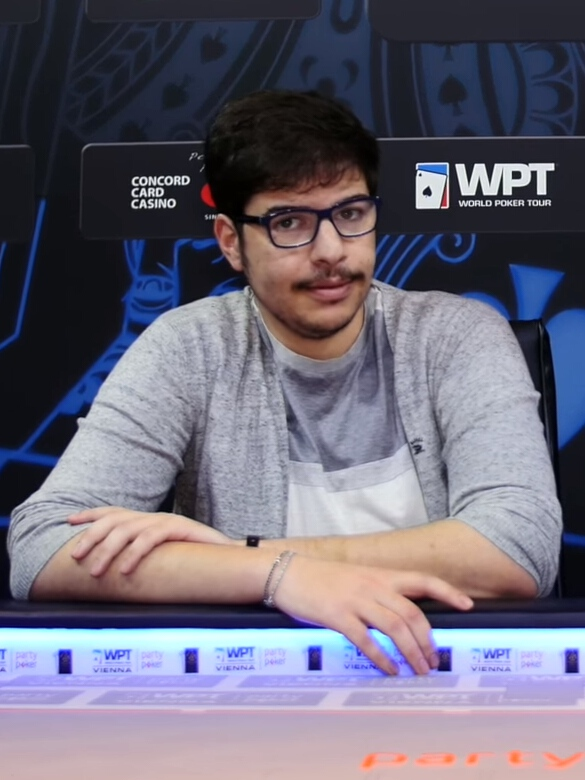
Mustapha Kanit (2016)

Das 14. Event wurde am 18. April 2020 gespielt. 114 Teilnehmer zahlten den Buy-in von 10.300 US-Dollar.
| Platz | Herkunft           | Spieler               | Preisgeld (in $) |
| ----- | ------------------ | --------------------- | ---------------- |
| 1     | Italien            | Mustapha Kanit        | 279.300          |
| 2     | Griechenland       | Alexandros Kolonias   | 199.500          |
| 3     | Russland           | Artur Martirossjan    | 142.500          |
| 4     | Brasilien          | Brunno Botteon        | 099.750          |
| 5     | Deutschland        | Christoph Vogelsang   | 074.100          |
| 6     | Mexiko             | Edwin Villalobo Amaya | 057.000          |
| 7     | Danemark           | Simon Pedersen        | 045.600          |
| 8     | Vereinigte Staaten | Alex Foxen            | 037.050          |

### #15 – No Limit Hold’em

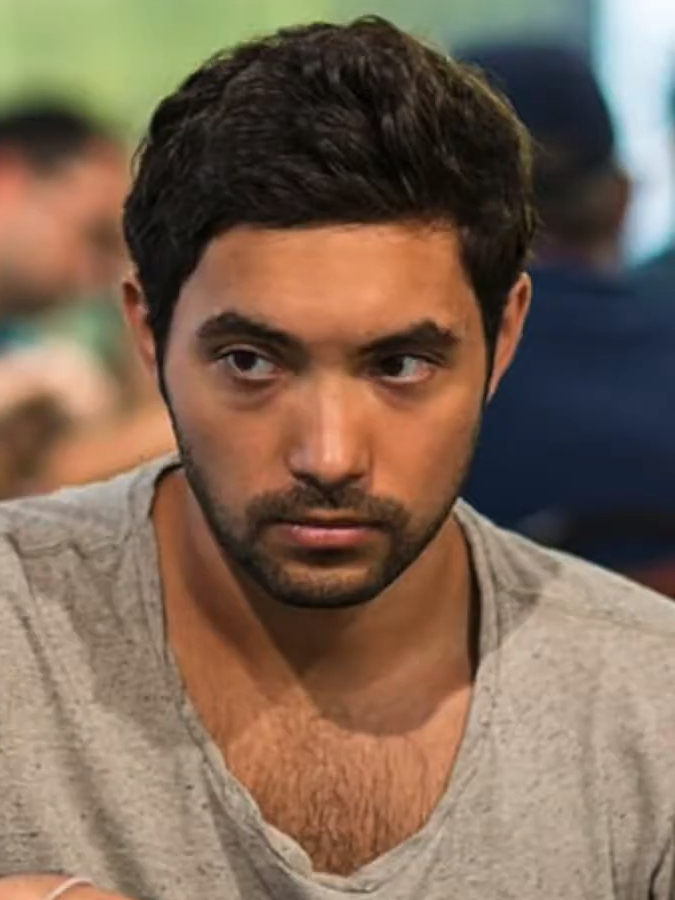
Timothy Adams (2013)

Das 15. Event wurde am 18. April 2020 gespielt. 78 Teilnehmer zahlten den Buy-in von 10.300 US-Dollar.
| Platz | Herkunft                | Spieler             | Preisgeld (in $) |
| ----- | ----------------------- | ------------------- | ---------------- |
| 1     | Kanada                  | Timothy Adams       | 243.989          |
| 2     | Portugal                | João Vieira         | 152.100          |
| 3     | Italien                 | Dario Sammartino    | 093.600          |
| 4     | Vereinigte Staaten      | Alex Foxen          | 068.250          |
| 5     | Vereinigtes Konigreich  | Ben Heath           | 048.750          |
| 6     | Bosnien und Herzegowina | Almedin Imširović   | 033.150          |
| 7     | Griechenland            | Alexandros Kolonias | 025.350          |

### #16 – No Limit Hold’em

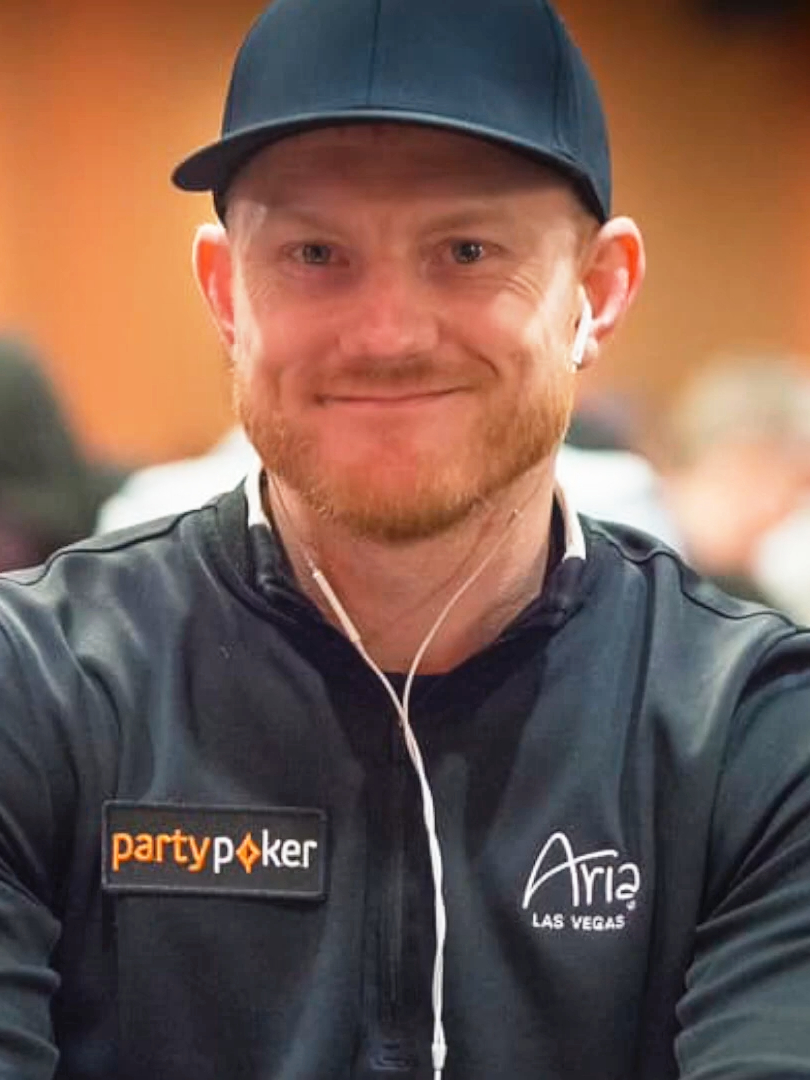
Jason Koon (2018)

Das 16. Event wurde am 19. April 2020 gespielt. 72 Teilnehmer zahlten den Buy-in von 25.500 US-Dollar.
| Platz | Herkunft               | Spieler           | Preisgeld (in $) |
| ----- | ---------------------- | ----------------- | ---------------- |
| 1     | Vereinigte Staaten     | Jason Koon        | 549.000          |
| 2     | Vereinigte Staaten     | Justin Bonomo     | 369.000          |
| 3     | Vereinigte Staaten     | Steve O’Dwyer     | 252.000          |
| 4     | Vereinigtes Konigreich | Conor Beresford   | 162.000          |
| 5     | Spanien                | Juan Pardo        | 126.000          |
| 6     | Italien                | Dario Sammartino  | 099.000          |
| 7     | Finnland               | Joni Jouhkimainen | 085.500          |
| 8     | Vereinigte Staaten     | Dan Smith         | 081.000          |

### #17 – Pot Limit Omaha
Das 17. Event wurde am 19. April 2020 in Pot Limit Omaha gespielt. 92 Teilnehmer zahlten den Buy-in von 10.300 US-Dollar.
| Platz | Herkunft    | Spieler            | Preisgeld (in $) |
| ----- | ----------- | ------------------ | ---------------- |
| 1     | Finnland    | Eelis Pärssinen    | 287.782          |
| 2     | Schweden    | Bengt Sonnert      | 179.400          |
| 3     | Finnland    | Aku Joentausta     | 110.400          |
| 4     | Niederlande | Jorryt van Hoof    | 080.500          |
| 5     | Norwegen    | Andreas Torbergsen | 057.500          |
| 6     | Deutschland | Tobias Ziegler     | 039.100          |

### #18 – No Limit Hold’em
Das 18. Event wurde am 19. April 2020 gespielt. 104 Teilnehmer zahlten den Buy-in von 10.300 US-Dollar.
| Platz | Herkunft    | Spieler               | Preisgeld (in $) |
| ----- | ----------- | --------------------- | ---------------- |
| 1     | Schweiz     | Linus Löliger         | 325.318          |
| 2     | Russland    | Artur Martirossjan    | 202.800          |
| 3     | Irland      | Darrell Goh           | 124.800          |
| 4     | Schweden    | Niklas Åstedt         | 091.000          |
| 5     | Deutschland | Ole Schemion          | 065.000          |
| 6     | Mexiko      | Edwin Villalobo Amaya | 044.200          |

### #19 – No Limit Hold’em
Das 19. Event wurde am 21. April 2020 gespielt. 77 Teilnehmer zahlten den Buy-in von 25.500 US-Dollar.
| Platz | Herkunft           | Spieler           | Preisgeld (in $) |
| ----- | ------------------ | ----------------- | ---------------- |
| 1     | Finnland           | Pauli Äyräs       | 548.625          |
| 2     | Kanada             | Sam Greenwood     | 375.375          |
| 3     | Vereinigte Staaten | David Peters      | 259.876          |
| 4     | Niederlande        | Luuk Gieles       | 173.250          |
| 5     | Vereinigte Staaten | Matthew Wantman   | 134.750          |
| 6     | Vereinigte Staaten | George Wolff      | 105.875          |
| 7     | Kanada             | Guillaume Nolet   | 091.438          |
| 8     | Polen              | Bartlomiej Machon | 081.823          |

### #20 – No Limit Hold’em

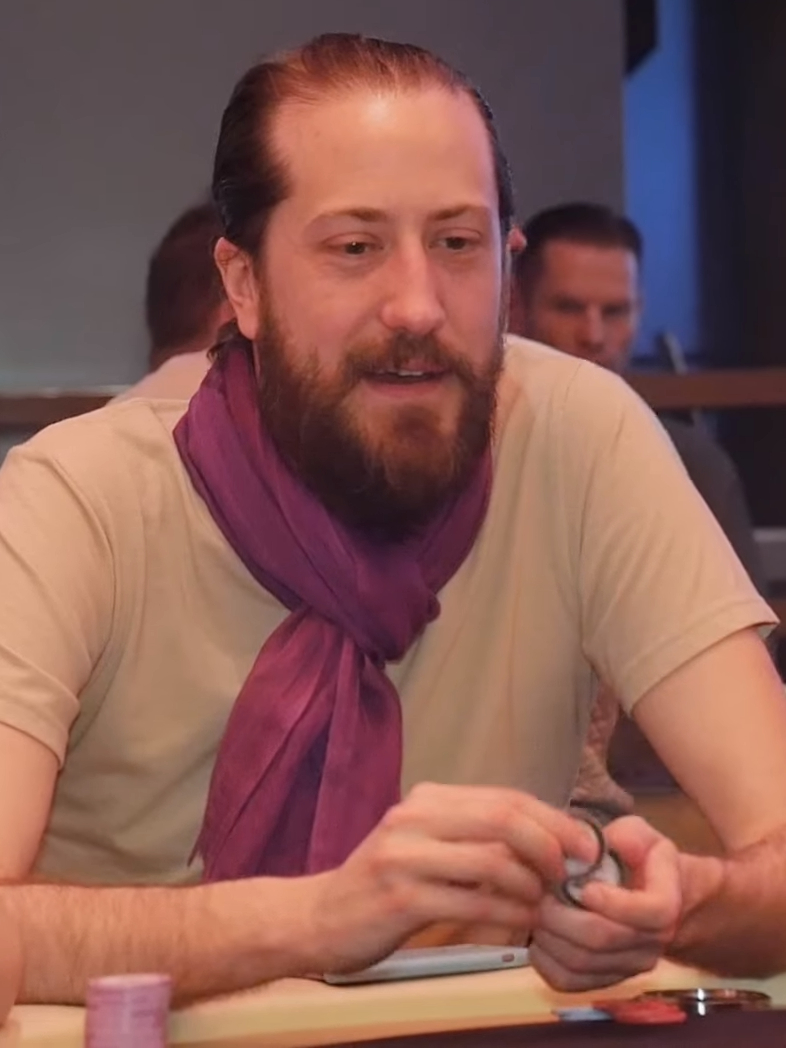
Steve O’Dwyer (2018)

Das 20. Event wurde am 21. April 2020 gespielt. 86 Teilnehmer zahlten den Buy-in von 10.300 US-Dollar.
| Platz | Herkunft           | Spieler             | Preisgeld (in $) |
| ----- | ------------------ | ------------------- | ---------------- |
| 1     | Vereinigte Staaten | Steve O’Dwyer       | 269.013          |
| 2     | Vereinigte Staaten | David Peters        | 167.700          |
| 3     | Vereinigte Staaten | Jake Schindler      | 103.200          |
| 4     | Venezuela          | Giuseppe Iadisernia | 075.250          |
| 5     | Niederlande        | Jorryt van Hoof     | 053.750          |
| 6     | Italien            | Dario Sammartino    | 036.550          |

### #21 – No Limit Hold’em

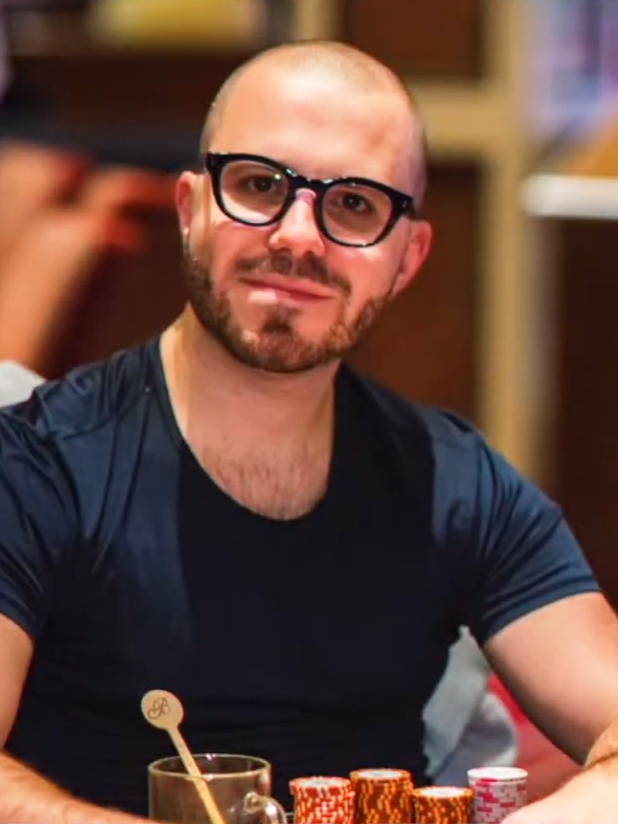
Dan Smith (2019)

Das 21. Event wurde am 22. April 2020 gespielt. 63 Teilnehmer zahlten den Buy-in von 10.300 US-Dollar.
| Platz | Herkunft           | Spieler            | Preisgeld (in $) |
| ----- | ------------------ | ------------------ | ---------------- |
| 1     | Vereinigte Staaten | Dan Smith          | 511.875          |
| 2     | Russland           | Artur Martirossjan | 346.500          |
| 3     | Kanada             | Timothy Adams      | 228.375          |
| 4     | Vereinigte Staaten | Alex Foxen         | 141.750          |
| 5     | Osterreich         | Matthias Eibinger  | 110.250          |
| 6     | Vereinigte Staaten | Steve O’Dwyer      | 086.625          |
| 7     | Finnland           | Eelis Pärssinen    | 074.813          |
| 8     | Deutschland        | Koray Aldemir      | 074.813          |

### #22 – No Limit Hold’em
Das 22. Event wurde am 22. April 2020 gespielt. 77 Teilnehmer zahlten den Buy-in von 10.300 US-Dollar.
| Platz | Herkunft                | Spieler             | Preisgeld (in $) |
| ----- | ----------------------- | ------------------- | ---------------- |
| 1     | Kanada                  | Sebastian Lewin     | 240.861          |
| 2     | Vereinigte Staaten      | Alex Foxen          | 150.150          |
| 3     | Griechenland            | Alexandros Kolonias | 092.400          |
| 4     | Vereinigte Staaten      | David Peters        | 067.375          |
| 5     | Bosnien und Herzegowina | Almedin Imširović   | 048.125          |
| 6     | Finnland                | Joni Jouhkimainen   | 032.725          |

### #23 – Pot Limit Omaha
Das 23. Event wurde am 23. April 2020 in Pot Limit Omaha gespielt. 61 Teilnehmer zahlten den Buy-in von 25.500 US-Dollar.
| Platz | Herkunft     | Spieler                 | Preisgeld (in $) |
| ----- | ------------ | ----------------------- | ---------------- |
| 1     | Kanada       | Pascal Lefrançois       | 527.510          |
| 2     | Ungarn       | András Németh           | 343.125          |
| 3     | Norwegen     | Andreas Torbergsen      | 183.000          |
| 4     | Portugal     | Pedro Zagalo            | 137.250          |
| 5     | Griechenland | Ioannis Angelou-Konstas | 099.125          |
| 6     | Finnland     | Aku Joentausta          | 068.625          |

### #24 – No Limit Hold’em

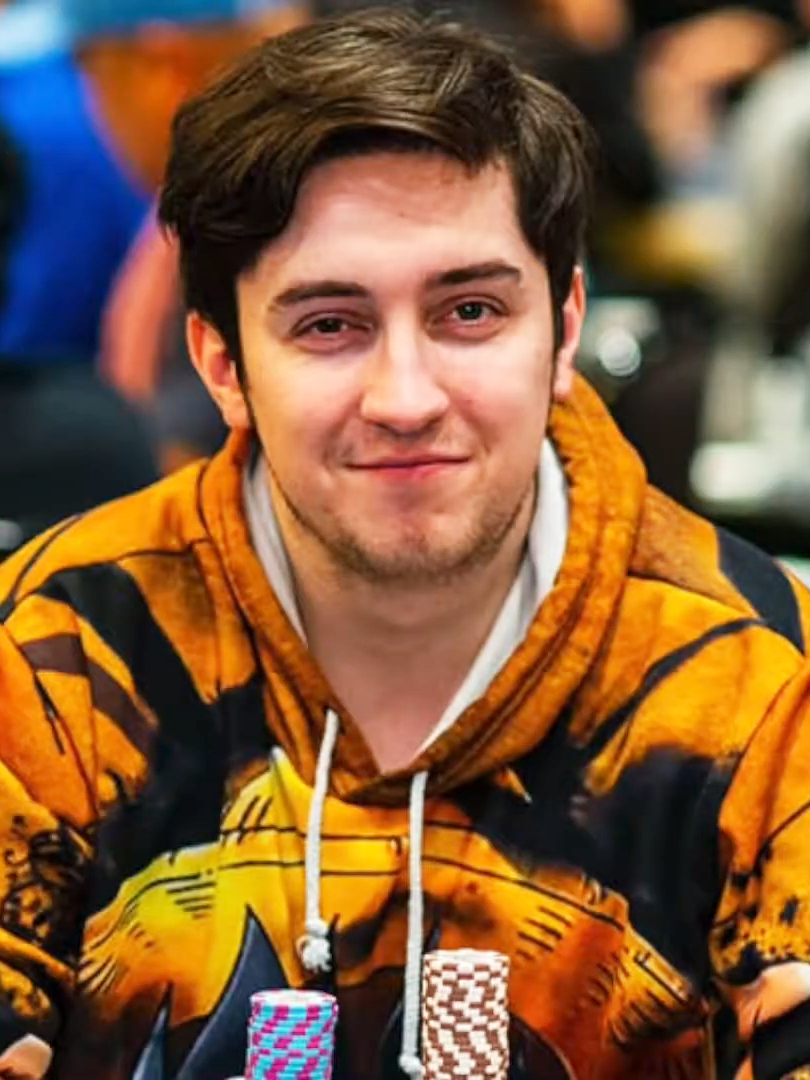
Almedin Imširović (2020)

Das 24. Event wurde am 23. April 2020 gespielt. 110 Teilnehmer zahlten den Buy-in von 10.300 US-Dollar.
| Platz | Herkunft                | Spieler           | Preisgeld (in $) |
| ----- | ----------------------- | ----------------- | ---------------- |
| 1     | Bosnien und Herzegowina | Almedin Imširović | 277.097          |
| 2     | Vereinigtes Konigreich  | Ben Jones         | 187.000          |
| 3     | Italien                 | Dario Sammartino  | 132.000          |
| 4     | Kanada                  | Sam Greenwood     | 93.500           |
| 5     | Spanien                 | Vicent Bosca      | 68.750           |
| 6     | Finnland                | Joni Jouhkimainen | 45.650           |

### #25 – No Limit Hold’em
Das 25. Event wurde am 24. April 2020 gespielt. 64 Teilnehmer zahlten den Buy-in von 25.500 US-Dollar.
| Platz | Herkunft           | Spieler            | Preisgeld (in $) |
| ----- | ------------------ | ------------------ | ---------------- |
| 1     | Finnland           | Samuel Vousden     | 520.000          |
| 2     | Polen              | Wiktor Malinowski  | 352.000          |
| 3     | Russland           | Artur Martirossjan | 232.000          |
| 4     | Kanada             | Pascal Lefrançois  | 144.000          |
| 5     | Kanada             | Timothy Adams      | 112.000          |
| 6     | Finnland           | Joni Jouhkimainen  | 088.000          |
| 7     | Kanada             | Guillaume Nolet    | 076.000          |
| 8     | Vereinigte Staaten | Elio Fox           | 076.000          |

### #26 – No Limit Hold’em
Das 26. Event wurde am 24. April 2020 gespielt. 91 Teilnehmer zahlten den Buy-in von 10.300 US-Dollar.
| Platz | Herkunft           | Spieler           | Preisgeld (in $) |
| ----- | ------------------ | ----------------- | ---------------- |
| 1     | Irland             | Mark Davis        | 284.653          |
| 2     | Vereinigte Staaten | Robert Lipkin     | 177.450          |
| 3     | Polen              | Wiktor Malinowski | 109.200          |
| 4     | Moldau Republik    | Pavel Plesuv      | 079.625          |
| 5     | Kanada             | Pascal Lefrançois | 056.875          |
| 6     | Osterreich         | Thomas Mühlöcker  | 038.675          |

### #27 – No Limit Hold’em
Das 27. Event wurde am 25. April 2020 gespielt. 51 Teilnehmer zahlten den Buy-in von 25.500 US-Dollar.
| Platz | Herkunft                | Spieler             | Preisgeld (in $) |
| ----- | ----------------------- | ------------------- | ---------------- |
| 1     | Bosnien und Herzegowina | Almedin Imširović   | 446.250          |
| 2     | Finnland                | Elias Talvitie      | 299.625          |
| 3     | Griechenland            | Alexandros Kolonias | 191.250          |
| 4     | Niederlande             | Jorryt van Hoof     | 114.750          |
| 5     | Schweiz                 | Linus Löliger       | 089.250          |
| 6     | Vereinigte Staaten      | David Peters        | 073.312          |
| 7     | Vereinigtes Konigreich  | Ben Heath           | 060.562          |

### #28 – No Limit Hold’em
Das 28. Event wurde am 25. April 2020 gespielt. 76 Teilnehmer zahlten den Buy-in von 10.300 US-Dollar.
| Platz | Herkunft    | Spieler           | Preisgeld (in $) |
| ----- | ----------- | ----------------- | ---------------- |
| 1     | Italien     | Mustapha Kanit    | 237.732          |
| 2     | Osterreich  | Matthias Eibinger | 148.200          |
| 3     | Spanien     | Sergi Reixach     | 091.200          |
| 4     | Deutschland | Koray Aldemir     | 066.500          |
| 5     | Kanada      | Timothy Adams     | 047.500          |
| 6     | Deutschland | Pascal Hartmann   | 032.300          |

### #29 – No Limit Hold’em
Das Main Event wurde am 26. April 2020 gespielt. 77 Teilnehmer zahlten den Buy-in von 51.000 US-Dollar.
| Platz | Herkunft           | Spieler             | Preisgeld (in $) |
| ----- | ------------------ | ------------------- | ---------------- |
| 1     | Schweiz            | Linus Löliger       | 1.097.250        |
| 2     | Venezuela          | Giuseppe Iadisernia | 0.750.750        |
| 3     | Kanada             | Christopher Kruk    | 0.519.750        |
| 4     | Vereinigte Staaten | Steve O’Dwyer       | 0.346.500        |
| 5     | Deutschland        | Ole Schemion        | 0.269.500        |
| 6     | Finnland           | Elias Talvitie      | 0.211.750        |
| 7     | Vereinigte Staaten | David Peters        | 0.182.875        |
| 8     | Australien         | Kahle Burns         | 0.163.625        |

### #30 – No Limit Hold’em
Das 30. Event wurde am 26. April 2020 gespielt. 146 Teilnehmer zahlten den Buy-in von 10.300 US-Dollar.
| Platz | Herkunft               | Spieler             | Preisgeld (in $) |
| ----- | ---------------------- | ------------------- | ---------------- |
| 1     | Griechenland           | Alexandros Kolonias | 367.782          |
| 2     | Vereinigtes Konigreich | Jason McConnon      | 248.200          |
| 3     | Libanon                | Mark Demirjian      | 175.200          |
| 4     | Italien                | Mustapha Kanit      | 124.100          |
| 5     | Russland               | Artur Martirossjan  | 091.250          |
| 6     | Kanada                 | Christopher Kruk    | 060.590          |

## Purple Jacket

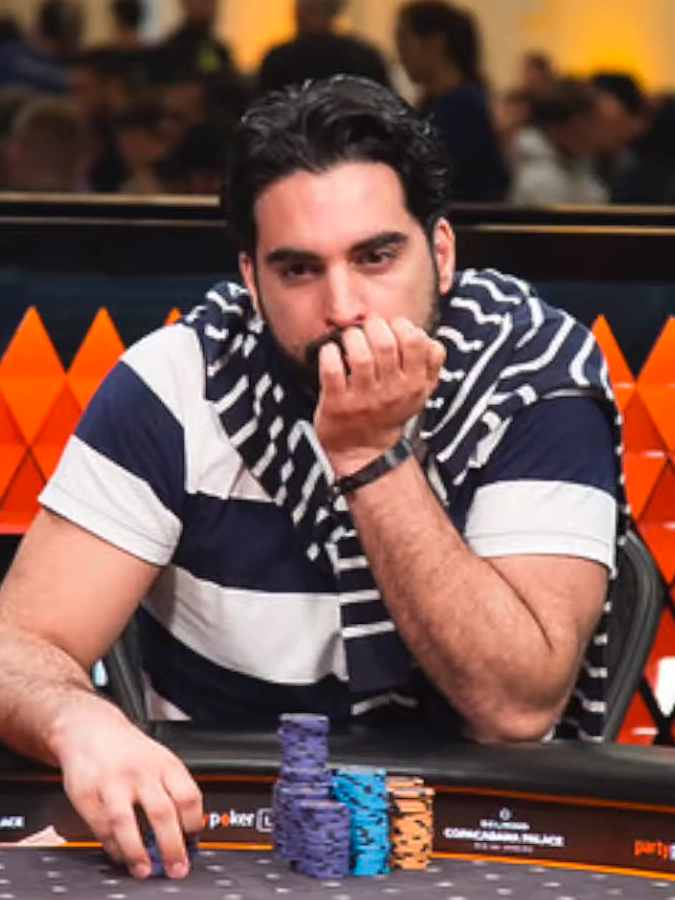
Alexandros Kolonias (2019)

Der erfolgreichste Spieler der Turnierserie wurde durch ein Punktesystem ermittelt. Jeder Spieler, der bei einem der 30 Turniere in den Preisrängen landete, sammelte zusätzlich zum Preisgeld Punkte. Alexandros Kolonias platzierte sich elfmal in den Geldrängen und gewann das 7. sowie das 30. Turnier, was ihm Preisgelder von mehr als 1,2 Millionen US-Dollar einbrachte.
| Platz | Herkunft                | Spieler             | Punkte | Preisgeld (in $) | Cashes | Siege |
| ----- | ----------------------- | ------------------- | ------ | ---------------- | ------ | ----- |
| 1     | Griechenland            | Alexandros Kolonias | 1191   | 1.266.296        | 11     | 2     |
| 2     | Russland                | Artur Martirossjan  | 1048   | 1.278.974        | 9      | 0     |
| 3     | Schweiz                 | Linus Löliger       | 1037   | 1.511.818        | 3      | 2     |
| 4     | Kanada                  | Timothy Adams       | 0861   | 1.043.882        | 11     | 1     |
| 5     | Bosnien und Herzegowina | Almedin Imširović   | 0857   | 1.035.696        | 9      | 2     |
| 6     | Ungarn                  | András Németh       | 0807   | 0.974.987        | 8      | 1     |
| 7     | Kanada                  | Pascal Lefrançois   | 0782   | 1.049.887        | 6      | 2     |
| 8     | Finnland                | Pauli Äyräs         | 0748   | 0.968.048        | 6      | 2     |
| 9     | Vereinigte Staaten      | Alex Foxen          | 0736   | 0.792.677        | 7      | 1     |
| 10    | Vereinigte Staaten      | Steve O’Dwyer       | 0732   | 1.005.654        | 6      | 1     |